# Dinis I de Portugal
D. Dinis de Portugal, o Lavrador e o Rei-Trovador (Lisboa, 9 de outubro de 1261 – Santarém, 7 de janeiro de 1325), foi Rei de Portugal e do Algarve de 1279 até sua morte. Era o filho mais velho do rei D. Afonso III de Portugal e sua segunda esposa D. Beatriz de Castela.
Foi grande amante das artes e letras. Tendo sido um famoso trovador, cultivou cantigas de amigo, de amor e a sátira, contribuindo para o desenvolvimento da poesia trovadoresca na Península Ibérica. Pensa-se ter sido o primeiro monarca português verdadeiramente alfabetizado, tendo assinado sempre com o nome completo.

## Vida
D. Dinis nasceu a 9 de outubro de 1261, em Lisboa, filho do rei Afonso III de Portugal e de sua esposa Beatriz de Castela. Pertenceu, pelo lado paterno, à Casa Real Portuguesa, descendente direta da Casa Ducal da Borgonha. Pelo lado materno, descendia de importantes personalidades como Afonso X de Castela (seu avô), de Henrique II de Inglaterra e de Filipe da Suábia. Pelo lado paterno também descendia do mesmo rei inglês. Afonso III era primo coirmão pelo lado materno de Luís IX de França, sendo este também descendente de Henrique II.
Entre 1320 e 1324 houve uma guerra civil que opôs o rei ao futuro Afonso IV. Este julgava que o pai pretendia dar o trono a Afonso Sanches. Nesta guerra, o rei contou com pouco apoio popular, pois nos últimos anos de reinado deu grandes privilégios aos nobres. O infante contou com o apoio dos concelhos. Apesar dos motivos da revolta, esta guerra foi no fundo um conflito entre grandes e pequenos. Após a sua morte, em 1325 foi sucedido pelo seu filho legítimo, Afonso IV, apesar da oposição do seu filho favorito, o bastardo Afonso Sanches.

Foi o sexto rei de Portugal, subindo ao trono ainda com 17 anos. Ao longo de 46 anos de reinado, foi um dos principais responsáveis pela criação da identidade nacional e o alvor da consciência de Portugal enquanto estado-nação: em 1297, após a conclusão da Reconquista pelo seu pai, definiu as fronteiras de Portugal no tratado de Alcanises. Com este tratado, Portugal ficou com as fronteiras mais antigas da Europa.

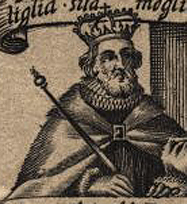
D. Dinis I, gravura de sua genealogia

Pouco se sabe da sua infância, mas conhecem-se os aios encarregues da sua educação, sendo o mais conhecido Lourenço Gonçalves Magro (que seria descendente de Egas Moniz, o Aio). O infante foi mais tarde confiado aos cuidados do meirinho-mor do rei, Nuno Martins de Chacim, que Dinis depois nomearia para mordomo-mor.
Em 1265, acompanhou a sua mãe e um contingente militar, de visita ao seu avô Afonso X de Castela, em Sevilha, viagem relacionada com a questão do Algarve, e cuja resolução implicou o envio de reforços portugueses para a guerra na Andaluzia. 
Em 1278 recebe casa própria, um ano antes de ascender ao trono.
Em 1282 desposou Isabel de Aragão, que ficaria conhecida como Rainha Santa.
Prosseguiu relevantes reformas judiciais, instituiu a língua portuguesa como língua oficial da corte, criou a primeira Universidade portuguesa, libertou as Ordens Militares no território nacional de influências estrangeiras e prosseguiu um sistemático acréscimo do centralismo régio.
A sua política centralizadora foi articulada com importantes ações de fomento económico — como a criação de inúmeros concelhos e feiras. D. Dinis ordenou a exploração de minas de cobre, prata, estanho e ferro e organizou a exportação da produção excedente para outros países europeus. Em 1308 assinou o primeiro acordo comercial português com a Inglaterra.
Em 1312 fundou a marinha Portuguesa, nomeando 1.º Almirante de Portugal, o genovês Manuel Pessanha, e ordenando a construção de várias docas.
Teve uma importante política de fomento da agricultura, daí ter sido chamado O Lavrador.

## Reinado
Como herdeiro da coroa, Dinis desde cedo foi envolvido nos aspectos de governação pelo seu pai, Afonso III, que a 16 de fevereiro de 1279, deixa um reino com uma acentuada estabilidade interna, resultante de uma autoridade régia incontestada, em contraste com o estado geral em que se encontrava o reino de Castela, onde imperava um acentuado clima de ingovernabilidade e de permanentes conflitos sociais.
Foi confiado, embora já fosse maior de idade (contava com 17 anos na altura da sua ascensão ao trono), a um conselho de regência presidido por sua mãe, Beatriz, e no qual tomava parte o mordomo-mor do seu pai, João Peres de Aboim.
À data da sua subida ao trono, o país encontrava-se em conflito com a Igreja Católica e sob interdição. D. Dinis procurou normalizar a situação assinando um tratado, conhecido como concordata com o Papa Nicolau IV, onde jurava proteger os interesses de Roma em Portugal, terminando com os conflitos, como tinha acontecido com seu pai e avô paterno: Afonso II.

### Política externa

#### Aragão: Aliança matrimonial

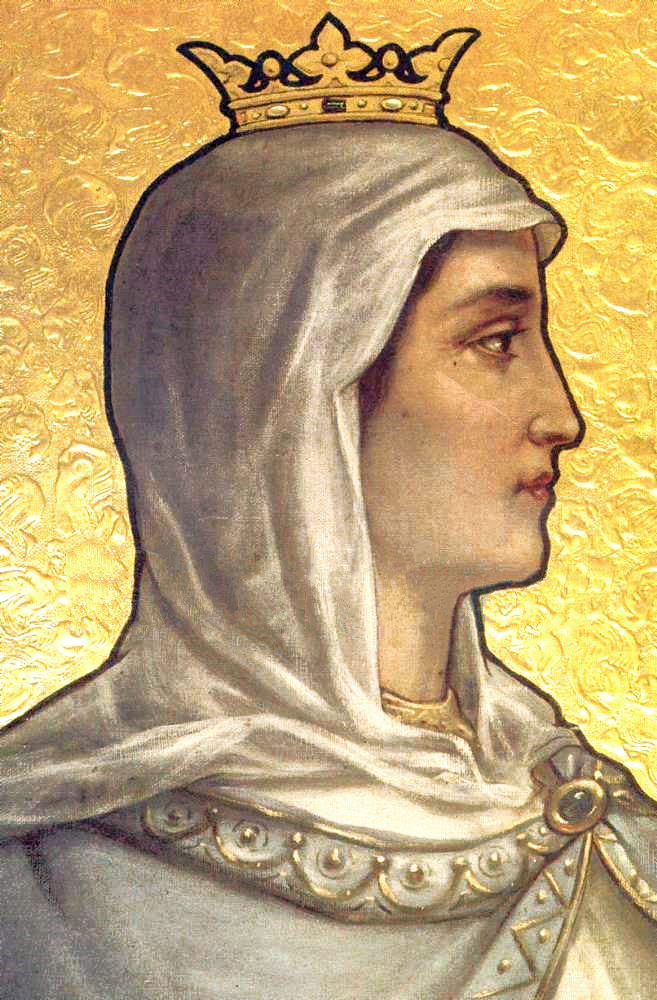
Retrato de Isabel de Aragão, esposa de Dinis

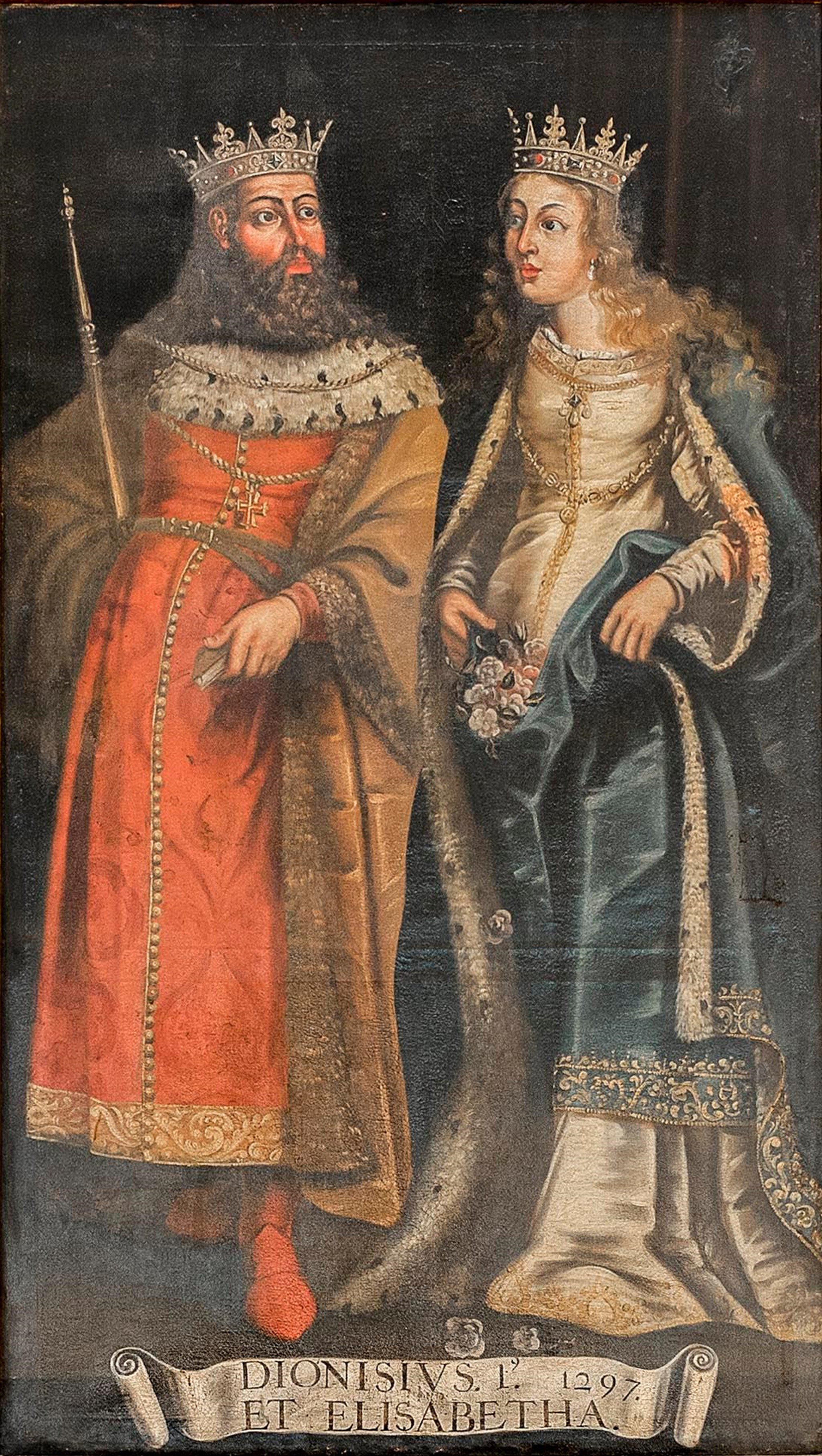
D. Dinis e a Rainha Santa Isabel, em retrato na Universidade de Coimbra

O casamento deste rei foi talvez um dos primeiros grandes sucessos da política externa portuguesa. Dinis inicia negociações com Pedro III de Aragão, para casar com a filha deste, Isabel, que na mesma altura estaria a ser reclamada por embaixadores dos reis de França e Inglaterra. Isabel era um partido extremamente valioso, uma vez que a sua figura se prestigiava pelas melhores qualidades, e ainda a importância estratégica de Aragão, tanto do ponto de vista  político como económico, uma vez que o próprio Pedro III enceta uma política mediterrânica, começada pela conquista da ilha italiana da Sicília (que constituiu o reino de Trinácria), em consequência da defesa dos direitos da esposa, última descendente da casa imperial alemã de Hohenstaufen no sul italiano. Os sucessores de Pedro continuariam esta política de expansão e dominação mediterrânica.
Graças às diligências de João Velho, João Martins e Vasco Pires, seus procuradores e vassalos, negociou as cláusulas matrimoniais, ficando estes encarregados de receber a noiva por palavras de presente, direito que lhes fora outorgado a 12 de novembro de 1280. Pedro III decidiu-se pelo rei português, segundo carta de 11 de fevereiro de 1282, na qual se concretizava o casamento do rei português, de 20 anos e da princesa aragonesa com 11 anos. Dinis doava à sua esposa doze castelos e três vilas. Dinis por essa altura encontrar-se-ia em Trancoso, vila que doaria também a Isabel a 26 de junho de 1282. Foi também nessa vila que se efetuou a boda de facto, aí permanecendo até aos primeiros dias de agosto.

#### Leão e Castela e a definição de fronteiras
Os primeiros anos do reinado de Dinis viram a guerra civil em Castela, que opõe Afonso X, o Sábio contra o infante Sancho. Em abril de 1284 Dinis envia a Castela uma embaixada de condolências pela morte do rei castelhano. Contudo, a situação entre Portugal e Leão-Castela não era de todo pacífica: desde a conquista do Algarve que ambos os reis do ocidente da Península reclamam o título de Rei do Algarve, facto que incomodava bastante o rei português.

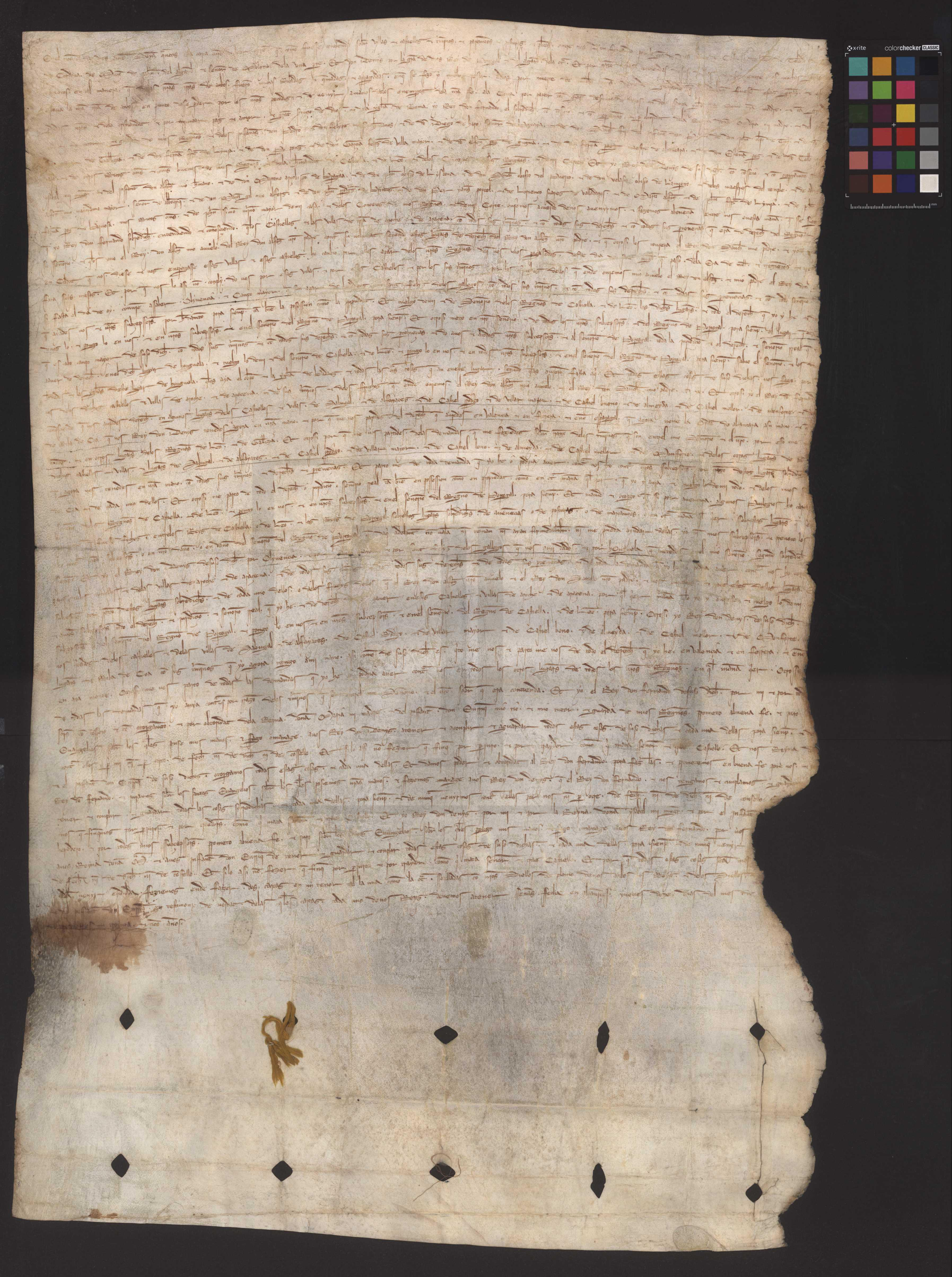
O diploma do tratado de Alcanises, mantido no Arquivo Nacional da Torre do Tombo, que definiu os limites fronteiriços entre Portugal e Castela

Apesar disso, as relações entre os dois reinos ainda eram estáveis, tendo-se inclusivamente aliado, em dezembro de 1288, contra Aragão, que combateram entre a primavera e o verão de 1289. A verdadeira quebra viria em 1293, quando Dinis protege o magnate castelhano João Nunes de Lara. A situação parece piorar quando Sancho concerta para o seu filho Fernando a mão da princesa Isabel, filha de Filipe IV de França.
No seu testamento, Sancho IV de Castela determinara que se devolvessem ao reino português as vilas de Moura e Serpa, e os castelos de Mourão e Noudar, e ainda os castelos e as vilas de Arronches e Aracena, injustamente arrebatadas a Portugal e se encontravam indevidamente retidas pelos castelhanos. O rei castelhano falece a 25 de abril de 1295 e a 20 de outubro os referidos bens são oficialmente entregues a Portugal, mais concretamente a João Rodrigues, em nome de Dinis. Seria, no entanto, o cavaleiro Nuno Fernandes Cogominho que viria a assumir a sua posse em nome do rei.
Durante a menoridade de Fernando IV de Castela, com nove anos apenas, acentua-se a turbulência política em Castela. A regência coube à mãe do novo monarca, Maria de Molina, sendo contestada pelos infantes João, senhor de Valência de Campos, irmão de Sancho IV e Henrique de Castela O Senador, irmão de Afonso X. O infante João tentou obter a ajuda de Dinis. Desta forma, deslocou-se à Guarda para acordar um pacto, no qual Dinis apoiaria a pretensão de João para o trono de Leão, extinto desde 1230 por Fernando III de Castela. Este acordo foi ratificado a 4 de outubro de 1295.

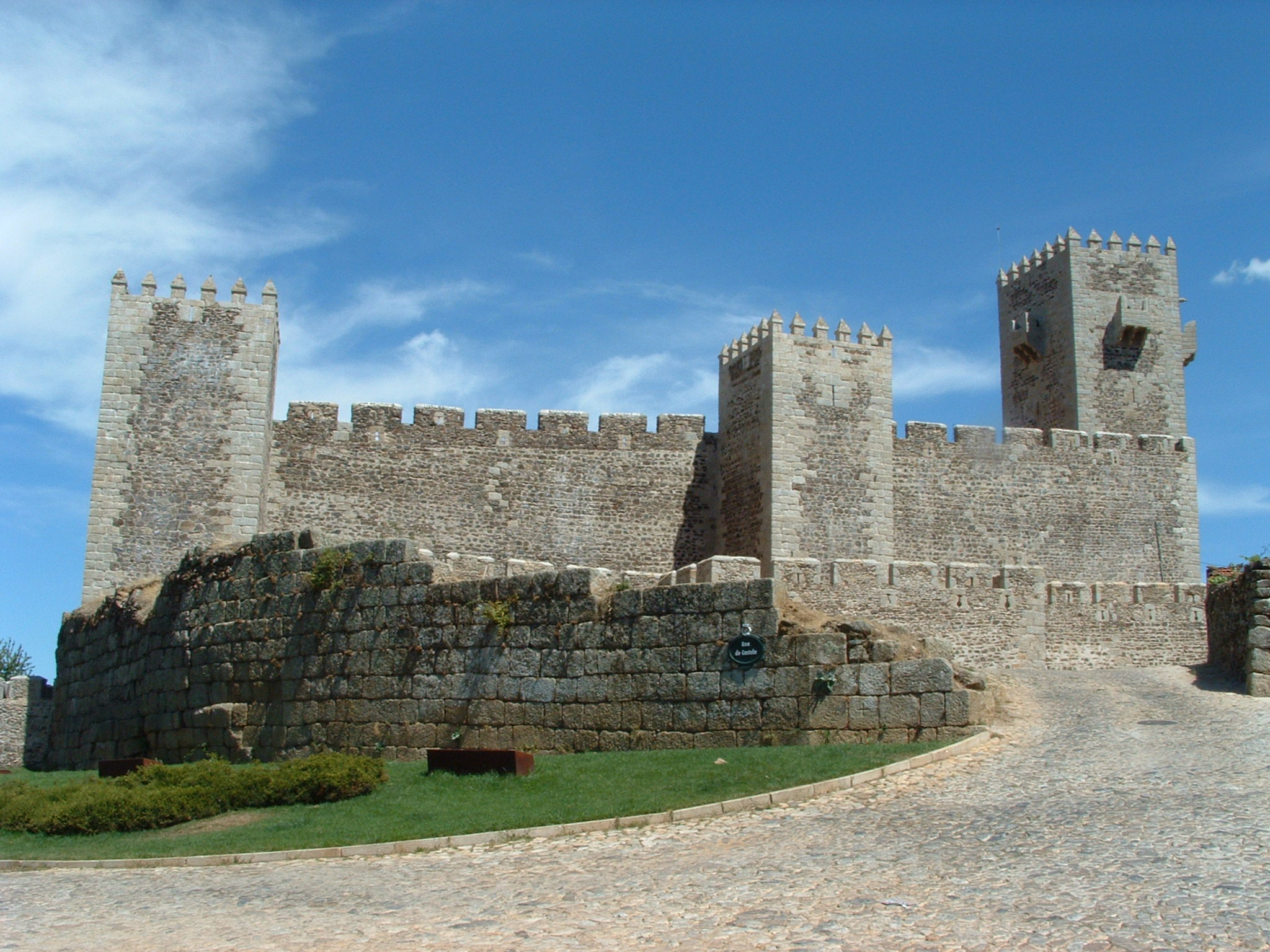
Vista do castelo do Sabugal. A localidade passou a pertencer a Portugal, desde 1297

Portugal acaba por declarar guerra a Castela, anunciada nas cortes de Valladolid. A notícia preocupou os castelhanos, uma vez que havia plena consciência das dificuldades que consistiria uma guerra com Portugal. Desta forma, os nobres castelhanos escreveram a Dinis, a 12 de maio de 1297, para obter o seu apoio no combate ao infante João, claramente ignorando que o rei de Portugal já o apoiava. Este segue para Toro, onde propõe a Maria de Molina o reconhecimento do infante rebelde como rei da Galiza, proposta que esta recusou. Com os seus intentos frustrados, Dinis regressa a Portugal permanecendo no Sabugal todo o mês de agosto e a primeira quinzena de Setembro.
A 12 de setembro de 1297, celebrou-se o tratado de Alcanises, na localidade castelhana do mesmo nome. As cláusulas estabeleciam os direitos de Portugal à posse de vários castelos em Ribacôa e o castelo de Monforte. Outros castelos localizados no atual Alentejo tornaram-se nesta altura parte definitiva de Portugal (com exceção de Olivença): Campo Maior, Ouguela e S. Félix dos Galegos. Acrescentavam-se ainda os castelos de Moura e Serpa, que apesar de cedidos ainda não haviam sido devolvidos. Vários destes bens, como Serpa ou Moura, haviam sido conquistados por Afonso X de Castela aos portugueses durante a guerra de 1245-47, que opunha Afonso III de Portugal ao seu irmão Sancho II.
Por seu turno, Portugal renunciava aos castelos de Aroche e Aracena, e ainda Valencia de Alcántara, Ferreira e Esparregal, na posse da Ordem de Alcântara.
O tratado estabeleceria a paz com Castela, uma paz prevista de 40 anos, de amizade e defesa mútuas, definindo-se as fronteiras actuais entre os dois países ibéricos. A paz e a aliança foram oficialmente seladas pela combinação dos casamentos dos infantes Constança e Afonso, filhos de Dinis, com o rei Fernando IV de Castela e a infanta Beatriz, filhos da rainha regente, respetivamente.

#### A proteção da Ordem do Templo
Os cavaleiros do Templo, após a queda de Acre, último bastião cristão no Levante, regressaram ao Ocidente. As casas desta ordem haviam acumulado várias riquezas; sendo administradores dos fundos destinados às Cruzadas, tornaram-se os primeiros "banqueiros" dos reis e talvez uma das maiores potências financeiras da Idade Média.

Cruz da Ordem de Cristo, símbolo que adornou, entre outras, as caravelas portuguesas durante os Descobrimentos

Filipe IV de França acabava de vencer um duelo travado entre poder civil e eclesiástico, e encontrava-se endividado, com os inúmeros gastos que fazia e que eram possíveis graças aos empréstimos que a Ordem Templária lhe cedia. Não podendo pagar a excessiva dívida, pôs em prática um plano para extinguir a Ordem e assim arrecadar para si todos os tesouros e bens que os Templários haviam acumulado desde cedo. Assim, o seu chanceler, Guilherme de Nogaret, redigiu todas as acusações contra a Ordem e atribuiu-lhe diversos crimes. A 13 de outubro de 1307, Filipe prendia uma grande parte dos cavaleiros Templários. Para obter o apoio da Igreja, arranjou forma de elevar ao cargo pontifício alguém da sua confiança: Bertrand de Got, que, com o nome de Clemente V, se torna no primeiro Papa com assento em Avignon, para estar mais manobrável e disponível para ajudar Filipe, e que criaria uma disputa sobre quem seria o verdadeiro Papa. Clemente ordena assim a todos os reinos onde residem Templários a proceder à confiscação dos seus bens e à condenação à morte de cada um dos seus membros.
Dinis recebe esta ordem, e como os demais reinos, teve de obedecer: os seus agentes ocuparam as fortalezas pertencentes aos Templários; contudo, foi dado tempo aos membros da Ordem para que pudessem fugir. Em 1309, Dinis confiscava-lhes oficialmente os seus bens, regressando todas essas possessões à Coroa, pois os monarcas peninsulares haviam conseguido uma exceção à bula que obrigava a que todos os bens Templários fossem entregues à Ordem Hospitalária.
Em 1319, Dinis conseguia do Papa João XXII a bula Ad ea ex quibus, na qual se criava a Ordem de Cristo e para a qual foi transferido todo o património e também vários dos membros da extinta Ordem Templária. Foi designado para sede o Castelo de Castro Marim, criando-se desta forma a primeira ordem militar portuguesa, que chegou inclusivamente a apoiar os cavaleiros portugueses da Ordem de Santiago na sua disputa para se separarem do seu mestre castelhano.

#### Diplomacia peninsular
Dinis enviou, em novembro de 1300, uma embaixada a Jaime II de Aragão, sendo embaixador o conde João Afonso de Albuquerque, com a finalidade de se conseguir uma aliança entre os monarcas de Castela e Aragão. Em resposta Jaime II enviou como embaixador Ramón de Monros, portador de diversas cartas, comunicando que requeria a sua presença e a de sua esposa Isabel como mediadores nas negociações entre Aragão e Castela. De facto, em 1304, Dinis e Isabel empreendem essa viagem a Aragão, podendo a rainha rever a sua família e Dinis realizar o seu propósito. Este pedido por parte de Aragão é um sinal do prestígio a nível peninsular de que se revestia este rei.

### Política interna

#### Problemas com o irmão
Dinis teve de enfrentar, nos primórdios do seu reinado, a oposição do seu irmão mais novo, o infante Afonso. O principal motivo da sua oposição ao irmão basear-se-ia num argumento com pouco crédito: Afonso reclamava o seu direito ao trono pois considerava Dinis um bastardo, uma vez que este nascera antes da legalização do casamento dos pais, estando Afonso III de Portugal ainda oficialmente e legalmente casado com Matilde II, Condessa de Bolonha. De facto, o segundo casamento de Afonso III foi legitimado somente em 1263, já Dinis contava dois anos, e Afonso ainda nasceria mais tarde nesse ano. A pretensão não foi considerada válida precisamente porque o casamento dos pais acabou por ser legitimado, mas acabou por estalar um conflito entre ambos, em 1281.
Afonso estava em Vide, e amuralhou esta vila, sinal que não pareceu correto a Dinis, que o viu como um sinal bélico, pelo que se deslocou com um exército para lá, e Afonso acabou por fugir para Sevilha.

#### A administração e a justiça

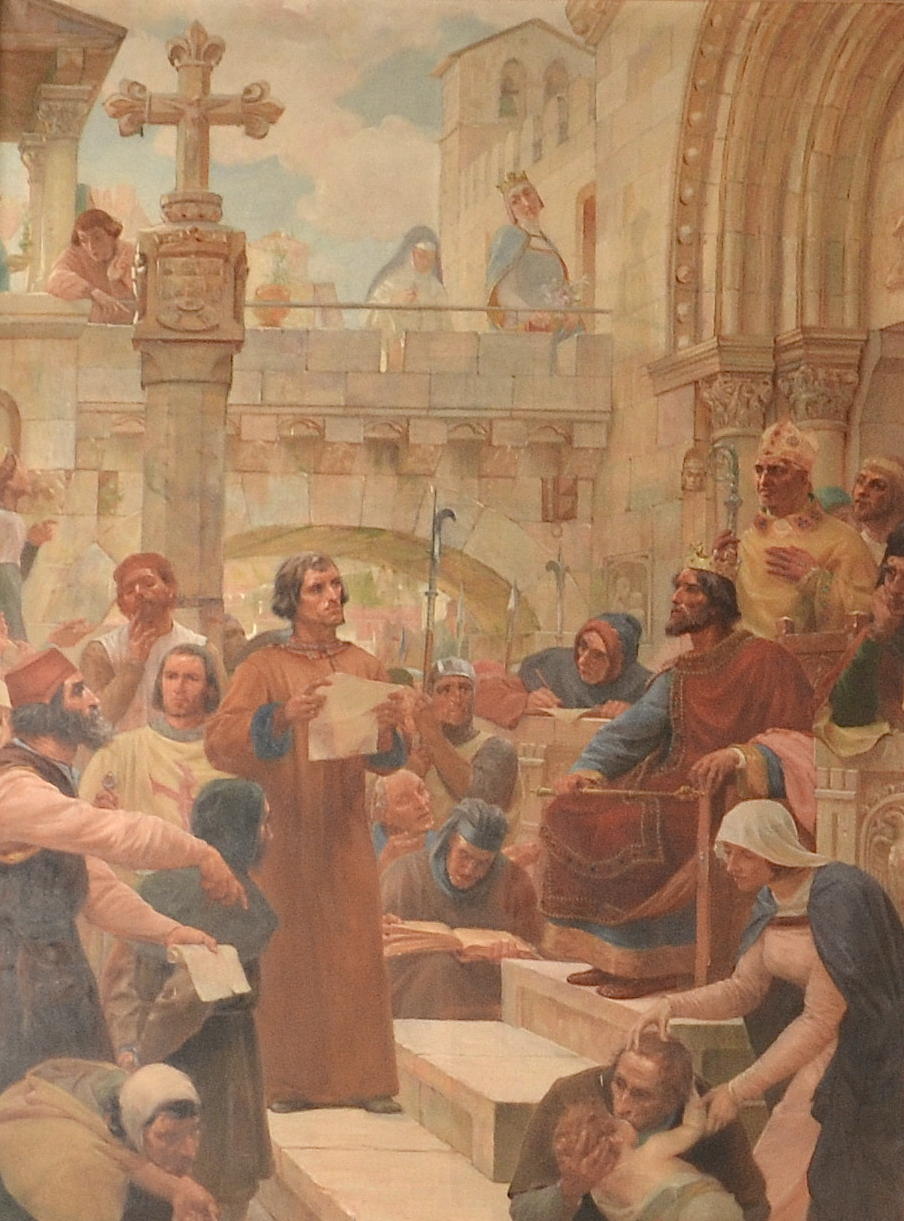
El-Rei D. Dinis Administrando Justiça (1899), por Veloso Salgado.

Dinis foi essencialmente um rei administrador e não guerreiro: envolvendo-se em guerra com o Reino de Castela em 1295, desistiu dela em troca das vilas de Serpa e Moura.
Dinis seguiria o seu pai nas políticas de legislação e centralização do poder, e promulgou um dos primeiros códigos legislativos, protegendo as classes mais baixas de abuso e extorsão. Estas leis sobreviveram integradas no Livro das Leis e Posturas e nas Ordenações Afonsinas, redigidas no reinado de Afonso V de Portugal. Estes códigos de lei eram na verdade compilações de leis e do direito consuetudinário municipal, alteradas e reformuladas pela Coroa.
Com efeito, a incidência de questões de carácter processual com igual peso ao carácter de direito positivo das suas leis, denuncia a crescente preocupação do rei em enquadrar o direito consuetudinário (ou costumeiro) no âmbito da Coroa, e em efectivar o seu poder no terreno. As determinações sobre a actuação de alvazis (oficiais concelhios), juízes, procuratores e advocati demonstram isto, já que um poder meramente nominal sobre todos os habitantes do Reino, como era típico na Idade Média, não se compatibiliza com este esforço em esmiuçar os trâmites jurídicos, ou em moralizar o exercício da justiça. A criação de corregedores denuncia claramente o início do processo de territorialização da jurisdição da Coroa, extravasando os domínios régios, a par da crescente importância da capitalidade de Lisboa.
O reinado de D. Dinis acentuou a predilecção por Lisboa como local de permanência da corte régia. Não era uma capital oficial, mas a localização de Lisboa, o seu desenvolvimento a nível urbano, económico e mercantil vão tornando-a na mais capaz para exercer a função de centro administrativo.
A articulação entre o norte e o sul do país — este sul que se torna alvo da maior atenção e permanência dos reis — fazem de Lisboa centro giratório para tornar Portugal viável. Entre o norte, onde a malha senhorial é mais densa e apertada, e o sul, onde o espaço vasto conquistado aos muçulmanos implanta sobretudo os domínios régios e as ordens militares, assim como vastos espaços de res nullius e torna Portugal um reino onde duas realidades diferentes se complementam.

#### O confronto com a aristocracia
Dinis, por carta de 6 de dezembro de 1283, escreve o seguinte:
| “ | Dom Denis pela graça de Deus Rey de Portugal e do Algarve (...) a vos saude. Sabede que as doações que eu fiz ataa aqui que achey que as fiz en tenpo que era de pequena ydade e que as fiz en tenpo que nom devem valer e acho que foy y engano e por ende com conselho do Infante Dom Affonsso meu irmão e d'alguns ricos homees e d'outros homees boos que eram i comigo do meu Reyno, revoguey e revogo todas essas doações (...) | ” |

Esta carta revoga todos os privilégios e doações, realizados desde a sua ascensão em 1279, como consequência da sua pequena ydade e consequente imaturidade que então dizia manifestar. Anulava assim doações a cenóbios importantes, como o Mosteiro de Grijó, Mosteiro de Alcobaça, Sé de Tui, e a indivíduos que lhe eram chegados, como a sua barregã, Maria Rodrigues de Chacim ou mesmo a sua esposa, a Rainha Isabel, com quem casara no ano anterior.
Esta auto-correção poderia ter uma outra mensagem, revelada de forma subentendida: ao fazer voltar para si os bens doados até então, fazia simultaneamente uma demonstração do seu poder, força e autoridade enquanto Rei, face às influências da nobreza e do clero, que tantos problemas tinham dado ao seu tio Sancho II de Portugal, e que, graças a seu pai, Afonso III de Portugal, se mantinham (pelo menos uma boa parte e a mais importante) junto a si, na corte, exercendo, como o rei, os seus já limitados poderes a partir daí.
Sancho II fora uma das principais vítimas do fenómeno do feudalismo, que se vivia de igual forma no resto da Europa entre rei e nobreza com níveis oscilantes de autoridade, tanto da parte do rei, como da restante nobreza e clero.
A ação de Dinis teria uma outra vantagem: no princípio do seu reinado, muitas das famílias e personalidades da corte mais poderosas e prestigiantes desapareciam, como foi o caso do mordomo-mor João Peres de Aboim, e dos magnates Afonso Lopes de Baião, Pedro Ponces de Baião ou Gonçalo Garcia de Sousa, e várias outras que viram o seu fim nesta década de 80 que para Dinis resultou uma oportunidade de reformular os poderes da nobreza que restava e de se apoderar dos patrimónios das famílias que se extinguiam.

#### As inquirições de 1284
Seguindo-se às revogações de 1283, Dinis, no ano seguinte, ordena as primeiras Inquirições Gerais do seu reinado, à semelhança do que fizera seu pai em 1258, através das quais o rei pretende verificar o quanto a situação mudara desde aquela data: teria a nobreza aumentado o seu poder? Teria de ter receio do excessivo poder daquela classe? A inquirição revelou um aumento quantitativo e qualitativo dos abusos que a nobreza fazia nos seus domínios.

#### A herança de Gonçalo Garcia de Sousa e as inquirições de 1288
Em 1285, falecia talvez o mais agraciado aristocrata de Portugal, o Conde Gonçalo Garcia de Sousa, com uma património invejável e disputado por familiares de várias linhagens, a começar pela sobrinha, Constança Mendes de Sousa (nora do ex-mordomo-mor João de Aboim) e uma sobrinha desta, Inês Lourenço de Valadares (filha da irmã de Constança, Maria Mendes II de Sousa), que era apoiada por seu pai, Lourenço Soares de Valadares, nesta pretensão. Outras linhagens reclamavam a herança, como os Riba de Vizela, e os Briteiros, reclamando o património pela ascendente comum, Guiomar Mendes de Sousa (irmã de Gonçalo Mendes II de Sousa e esposa de João Pires da Maia).
Ora, como a contenda não se resolvia facilmente, os pretendentes à fortuna do conde terão pedido a Dinis para mediar a disputa entre eles, e desta forma ordenou uma inquirição ao património do conde no final de 1286, que se estendeu até ao ano seguinte. A esta pequena inquirição seguiram-se as Cortes de Guimarães de 1288, das quais saiu a resolução de proceder a novas Inquirições Gerais, nesse mesmo ano, e que resultaram no mais exaustivo levantamento de dados relativos às propriedades da nobreza e do clero então existentes, seguindo-se as sentenças proferidas entre 1290 e 1291.
Desta forma o rei consegue recuperar uma boa parte do património que, graças a estes levantamentos, descobriu estar nas mãos dos nobres de forma ilegal, uma vez mais pondo a nu os abusos por parte desta classe para com alguns proprietários. Bens em Alvito, Portel, Arronches ou Portalegre, entre muitos outros, regressaram nesta altura à Coroa. É neste seguimento que favorece a já mencionada tentativa, lograda, de criar ramos independentes portugueses para as Ordens Militares de Avis e Santiago.
Mas a situação exigia um chefe político hábil, por forma a extorquir as classes privilegiadas sem a privar por completo de bens: se atende queixas de eclesiásticos relativas à usurpação continuada dos bens da Igreja por parte da nobreza, também acede aos pedidos desta quando esta reclama pelo aumento excessivo do património eclesiástico. E, desta forma, o que naturalmente traria bastante contestação por parte destas classes não parece ter acontecido nos primeiros anos do reinado de Dinis.
Porém a Igreja saiu bastante mais prejudicada: Dinis promulgou leis de amortização, que proibiam a Igreja e as Ordens religiosas de comprar terras. Teriam também de devolver tudo o que haviam adquirido desde o início do seu reinado. Mais tarde proibi-los-ia de adquirir bens de particulares.

#### Consequências
Ainda foram feitas novas inquirições em 1301, 1303-1304 e 1307-1311, todas com motivações semelhantes. A nobreza, escrutinada desta forma, começa a influenciar o herdeiro do trono e a virá-lo contra o pai, e se este já parecia bastante incomodado com a atenção dispensada aos bastardos, começa também a acreditar que o pai queria dar o trono ao seu favorito, Afonso Sanches. O futuro Afonso IV aceitou o apoio de toda a nobreza que se lhe quis juntar, esperançosa de um tempo de mudança sob o reinado do herdeiro de Dinis. Contudo, após a morte de Dinis, a situação em nada se alterou para a nobreza, uma vez que Afonso IV acaba por seguir a política do pai e realiza as últimas inquirições medievais portuguesas que se conhecem, as Inquirições Gerais de 1343.

#### A renovação da arquitetura militar

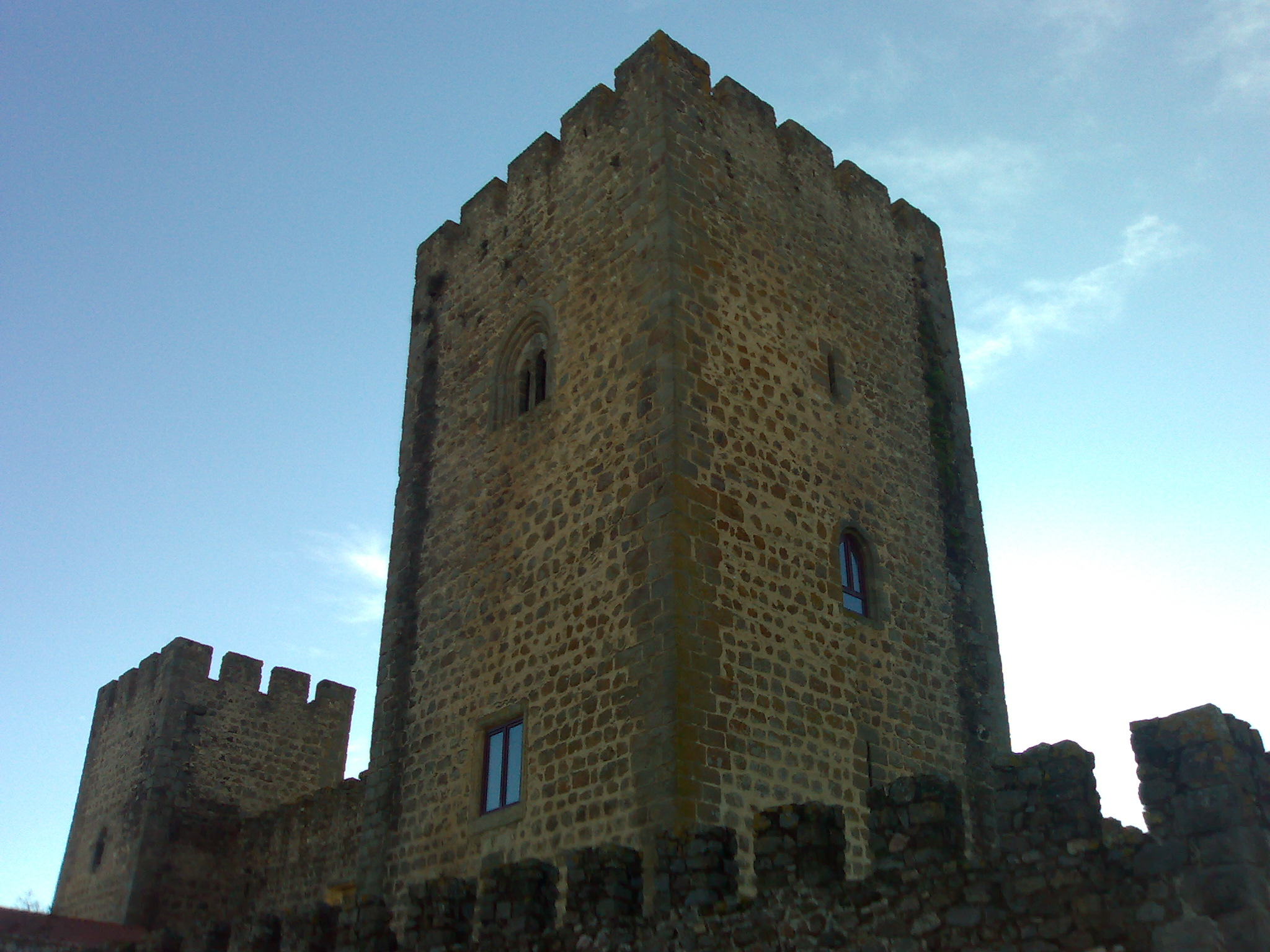
Castelo de Amieira do Tejo, erguido pela Ordem do Hospital como um dos primeiros sinais de inovação na arquitetura militar

No final do século XIII, a arquitetura militar europeia havia sofrido uma série de alterações que modificaram o perfil das construções e ditaram inovações radicais nas táticas militares de ataque e defesa de um castelo, tornando-os aptos, não só para defender (como faziam os castelos românicos), mas também para atacar, segundo as novas tipologias da Arquitetura gótica.
Filipe II de França foi o grande pioneiro deste grande movimento, empreendendo diversas alterações em vários dos seus castelos, dotando-os destes novos meios que os tornaram mais resistentes aos frequentes ataques sofridos numa França ainda claramente feudal.
Em Portugal, Sancho I melhorou o sistema defensivo em Coimbra, com a construção das torres de Quinária (1198) e Belcouce (1211), a Ordem do Hospital ergueu o Castelo de Belver já com novos meios, face à invasão que sofreram em 1190 de Abu Iúçufe Iacube Almançor e a Ordem dos Templários introduziu alterações que revelam conhecimento da arquitetura praticada então na Terra Santa e no Próximo Oriente, inovações trazidas por Gualdim Pais, mestre da Ordem que presenciou a Segunda Cruzada, tendo tomado parte num cerco em Antioquia e na tomada de Ascalão (1153).
Porém, a pressão das invasões muçulmanas e uma prolongada série de maus anos agrícolas causaram um maior gasto na economia nacional, o que travou a renovação contínua de vários castelos.
Foi precisamente com Afonso III e Dinis que a situação mudou, uma vez que os cofres do Estado voltavam a ficar cheios. Se Afonso III introduziu a primeira alteração na muralha de Melgaço em 1263, que se tornara no primeiro exemplar da adaptação da nova arquitetura trazida de França pelo conde de Bolonha, seria no entanto Dinis que se empenharia a fundo num projeto de reforma da arquitetura militar em grande escala, provavelmente dos mais ambiciosos em toda a História do reino e que seria continuado pelos seus descendentes longínquos, João II de Portugal e Manuel I de Portugal.

#### Cultura: literatura, idioma e ensino
A cultura foi um dos seus interesses pessoais e que ganhou um grande impulso através do seu dedicado patrocínio.

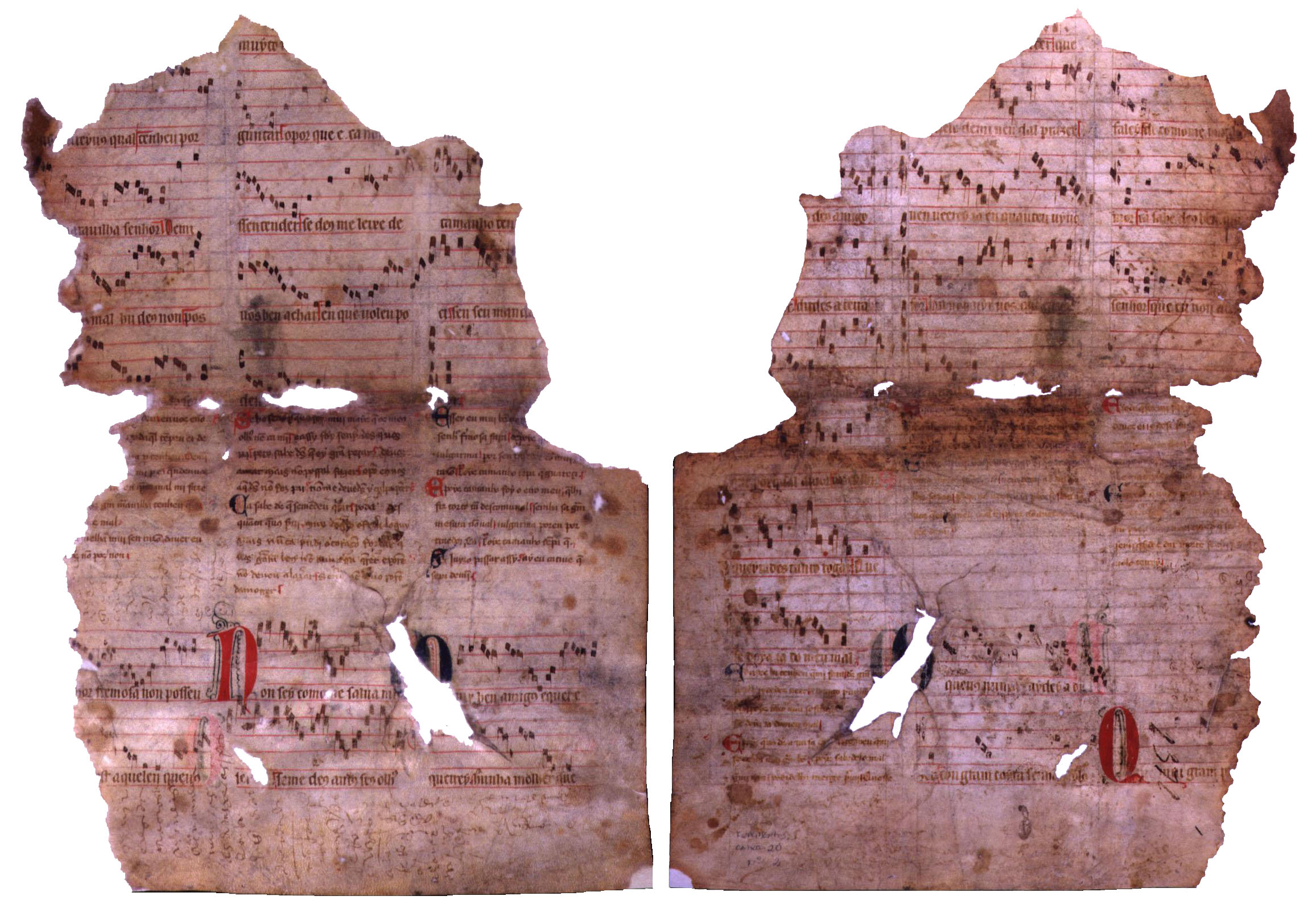
Pergaminho Sharrer

A língua galego-portuguesa, derivada do latim vulgar, desenvolvera-se pelo menos desde o século X, e era já utilizada para os versos dos cantares trovadorescos de autores provenientes tanto da Galiza como da própria corte do Reino de Castela, e sabe-se que o próprio Afonso X de Castela, avô de Dinis, era também trovador e tem entre as suas composições algumas escritas nesta língua.

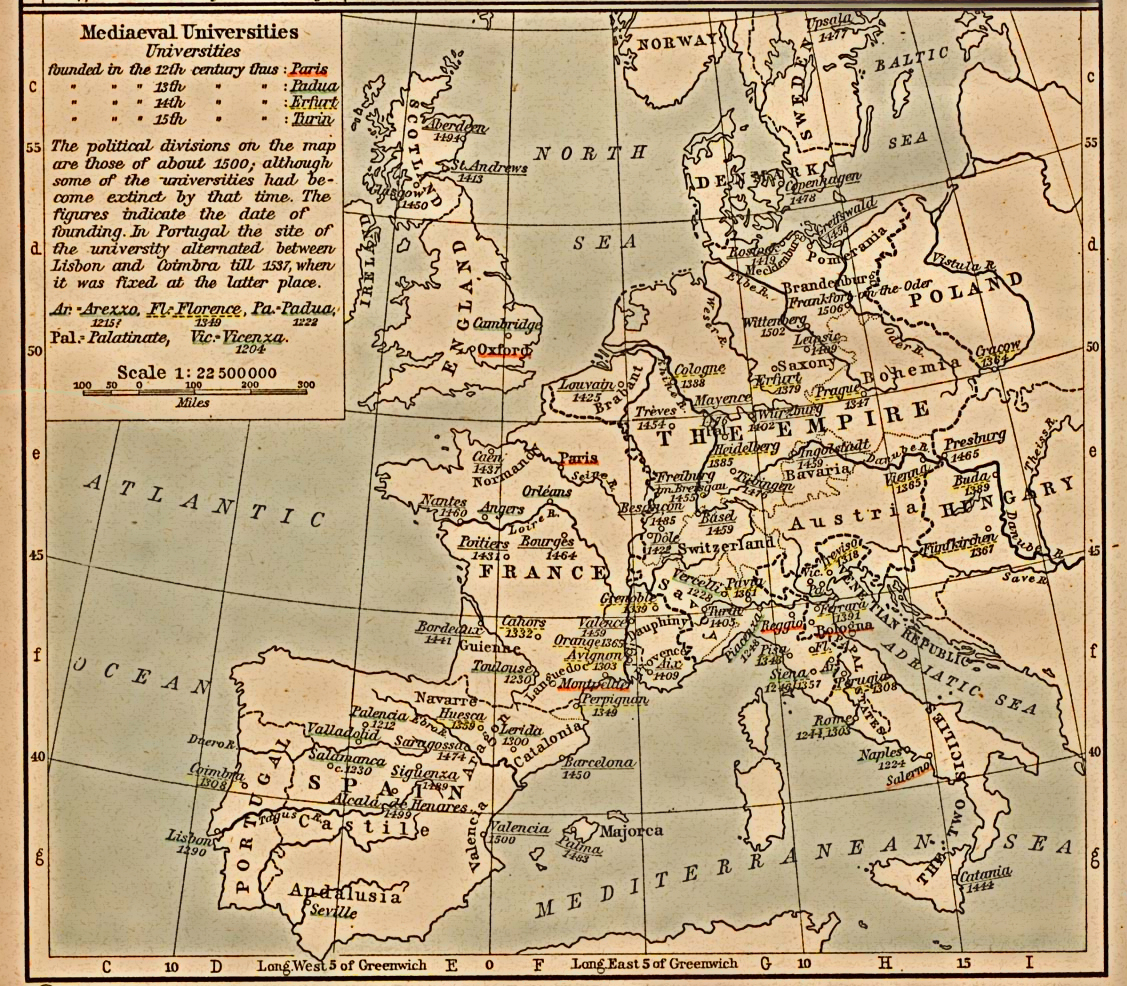
Universidades medievais na Europa, segundo mapa de 1923

O seu pai trouxera de França as novas correntes literárias, pelo que Dinis pôde testemunhar o florescimento desta arte, que acompanhava as restantes cortes peninsulares e talvez também europeias. Dinis presenciava e também contribuía para este florescimento: foi um dos maiores e mais fecundos trovadores do seu tempo. Aos nossos dias chegaram 137 cantigas da sua autoria, distribuídas por todos os géneros (73 cantigas de amor, 51 cantigas de Amigo e 10 cantigas de escárnio e maldizer), bem como a música original de 7 dessas cantigas (descobertas casualmente em 1990 pelo Prof. Harvey L. Sharrer, no Arquivo da Torre do Tombo, num pergaminho que servia de capa a um livro de registos notariais do século XVI, e que ficou conhecido como Pergaminho Sharrer).
Os seus filhos naturais Afonso Sanches e Pedro Afonso, seguiram os passos do pai, e compuseram, como ele, uma extensa obra.
Em 1290, Dinis declara o galego-português como língua oficial do Reino de Portugal, sendo consequentemente o seu uso estendido às fórmulas da prosa notarial.
A esta floração literária corresponde um outro aspeto do desenvolvimento cultural: a atividade escolar. Domingos Anes Jardo, chanceler de Dinis e depois Bispo de Évora, terá fundado em 1286 o Colégio dos Santos Elói, Paulo e Clemente, embora mais conhecido como Hospital de S. Paulo, que servia, além de hospício para os pobres, como residência de estudantes. O rei apoia o projeto e protege a instituição.
Seriam ali sustentados religiosos que se dedicassem ao estudo da Jurisprudência ou da Teologia, ou fossem ouvintes de Gramática, Lógica e Medicina, por forma a poderem ensinar.
O rei imitaria o bispo e quatro anos mais tarde, em 1290, criava em Lisboa o Estudo Geral, fundado pelo seu documento Scientiae thesaurus mirabilis, situando-se no atual Largo do Carmo, em Lisboa e aí continuando a obra de Jardo. Nessa instituição ensinavam-se as Artes, o Direito Civil, o Direito Canónico e a Medicina.
Em 1308 foi oficialmente transferida para Coimbra, e mais tarde foi designada de Universidade. Esta foi transferida entre Lisboa e Coimbra várias vezes, estando instalada definitivamente em Coimbra desde 1537, por decreto de um seu descendente, João III de Portugal.
Culto e curioso das letras e das ciências, terá impulsionado a tradução de muitas e importantes obras para português, entre as quais se contam os tratados de seu avô Afonso X, o Sábio. Desta forma, a sua Corte foi um dos maiores centros literários da Península Ibérica.

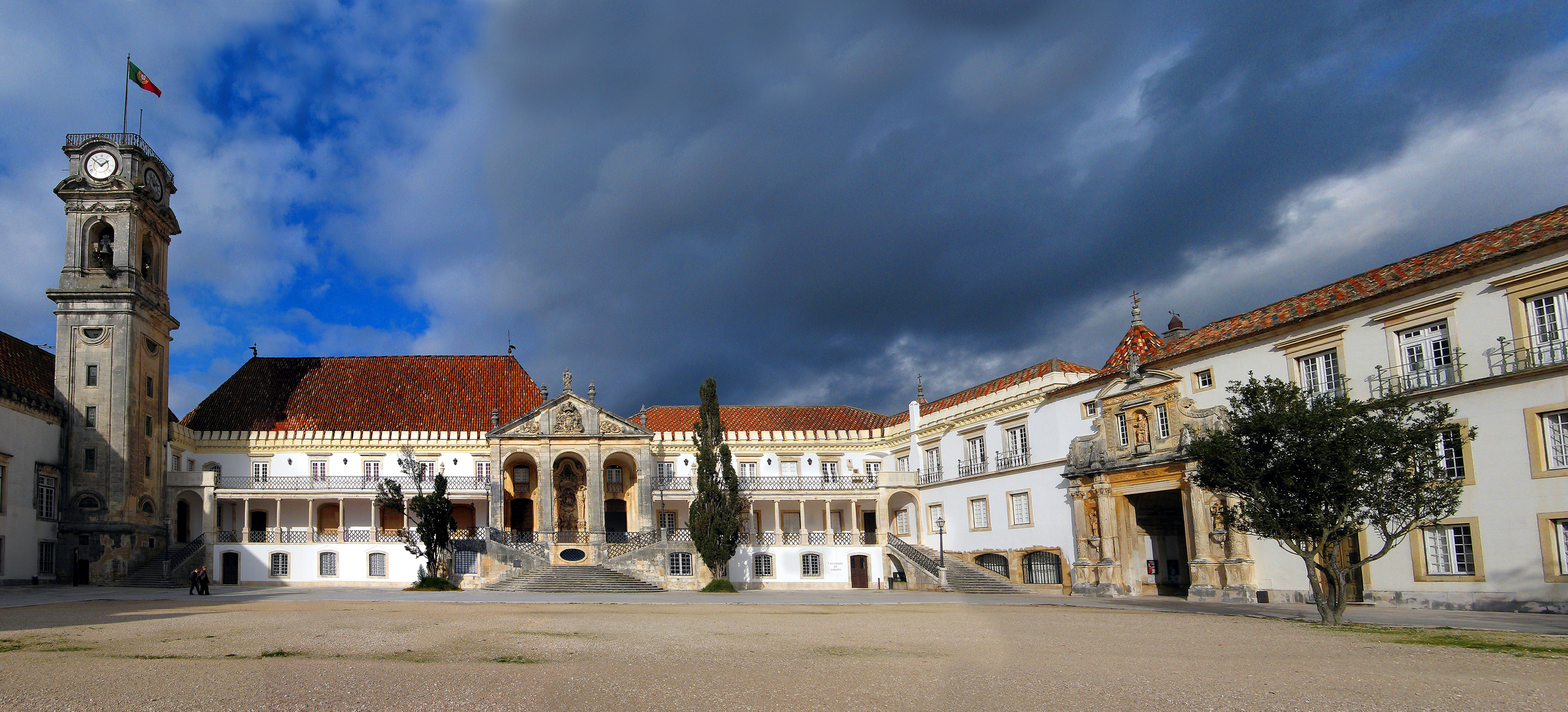
Universidade de Coimbra, na cidade de Coimbra, Portugal

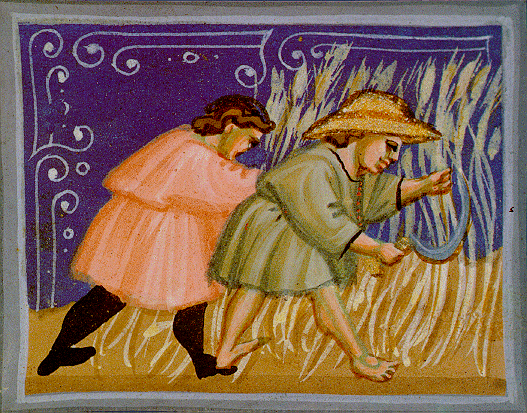
Agricultores, no Missal do Lorvão (séc. XV)

#### Agricultura
D. Dinis redistribuiu terras, promoveu a agricultura e fundou várias comunidades rurais, procurando que não só os camponeses e as comunidades religiosas, mas também todo o País se interessasse por esta atividade. Facilita a distribuição de propriedade e divide terras incultas em grupos de vinte ou trinta casais, distribuindo cada um deles a uma família. Cada casal pagava um foro ou pensão ao rei, ao município ou ao doador da terra.
Manda enxugar o paúl de ulmar para ser aplicado no cultivo, e aproveita as madeiras do Pinhal de Leiria para a construção de casas, armazéns e frotas. Simultaneamente protegia este pinhal, uma vez que protegia as terras agrícolas do avanço das areias costeiras.

#### Comércio

##### Comércio externo
A produção de cereais excede em breve o consumo interno e Portugal torna-se um reino exportador, estabelecendo relações comerciais com portos da Catalunha, Bretanha, Flandres e Inglaterra, assinando em 1308 o primeiro tratado comercial com Eduardo II de Inglaterra. Para estes portos exporta-se também vinho, azeite, sal, peixe salgado e fruta seca. Dinis ordena ainda a exploração de minas de cobre, prata, estanho e ferro. Mesmo fora de Portugal, os mercadores portugueses começaram a ganhar privilégios: Filipe IV de França doa privilégios aos mercadores portugueses em duas ocasiões, em 1290 e em 1310, nesta data especificamente aos mercadores de Harfleur.

##### Comércio interno
Este aumento comercial teve por consequência um aumento do número de feiras. Dinis continua, neste ramo, o impulso do seu pai: as regiões de Entre Douro e Minho, Beira e Alentejo cobriram-se de feiras, nomeadamente "feiras francas" de impostos, isto é, feiras com privilégios e isenções. Uma vez que as condições de circulação, os perigos dos caminhos, assim como as prisões por dívidas poderiam comprometer o sucesso das feiras, tornou-se quase obrigatória nas cartas de feira a introdução da fórmula que todos aqueles que veerem a essa feyra per razom de vender ou de comprar sejam seguros d'ida e de vynda que nom sejam penhorados en meu reyno por nenhuua divyda que devam en aqueles dias en que durar essa feyra nem en dous dias que veerem primeyros des que sayr essa feyra senom por aquelas divydas que forem feytas en essa feyra.
Para evitar a dependência de estados vizinhos no que diz respeito ao transporte de mercadoria, ordenou a construção de navios nos estaleiros do reino. Vieram inclusive marinheiros estrangeiros para instruir nesse âmbito e para dirigir as construções, e é desta forma que é atribuído como privilégio ao genovês Manuel Pessanha, o cargo de almirante, fundando uma verdadeira marinha portuguesa ao serviço da Coroa e do Reino.

### Últimos anos, morte e posteridade

#### Conflito com o infante herdeiro

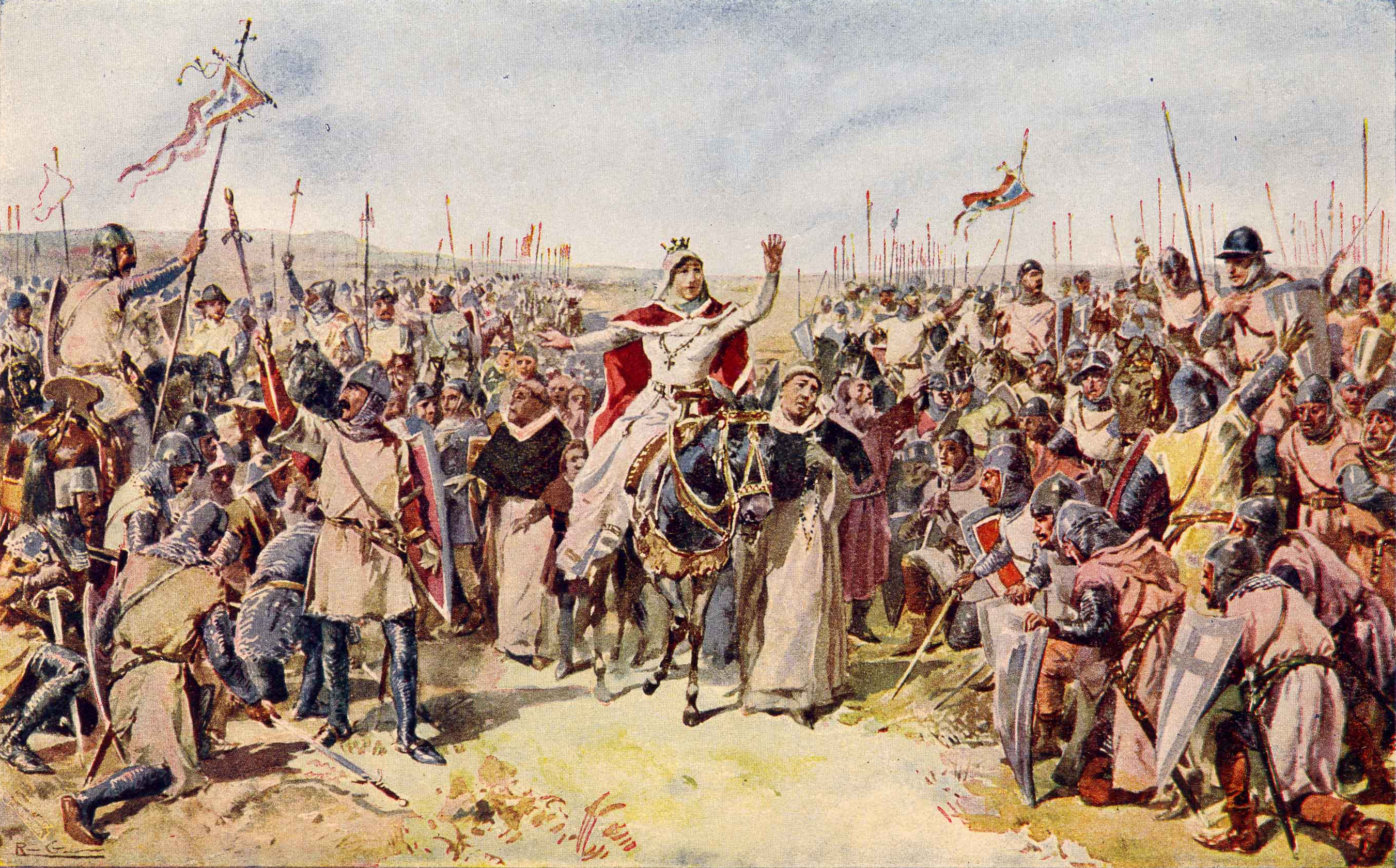
A Rainha Isabel de Aragão em Alvalade, intervindo na Batalha

Os últimos anos do seu reinado foram marcados por conflitos internos, porque, a nível externo, Portugal equiparava-se aos restantes reinos peninsulares. 
O herdeiro, futuro Afonso IV, receoso que o favorecimento de D. Dinis ao seu filho bastardo, Afonso Sanches o espoliasse do trono, exigiu o poder e combateu o pai. Esta guerra, que se prolongou de 1322 a 1324 e a crise interna que provocou fez com que Portugal perdesse influência a nível internacional.
Em 1319, Afonso teria chegado a pedir inclusivamente a Maria de Molina, para que convencesse o seu pai a abdicar. Em resposta, o monarca português rejeita a proposta e envia à rainha os pêsames pela morte do seu filho, D. Pedro.
O infante Afonso revolta-se, com tropas no Norte do País, exercendo violência sobre quem era fiel a seu pai. Afonso dirige-se a Coimbra, e depois toma Leiria. Dinis para aí se dirige, mas o filho, tentando evitar o encontro, desloca-se a Santarém. Reúne-se depois em Coimbra com os seus apoiantes, e daí volta a partir para Norte, com ânimo de conquista. Toma Montemor-o-Velho, Santa Maria da Feira, Vila Nova de Gaia, Porto, e é em Guimarães, no final de 1321 onde encontra a primeira resistência.
A mãe, Isabel, dirige-se também a Norte, para se encontrar com o filho e tenta convencê-lo da sua rebeldia inútil, mas sem sucesso. Dinis dirige-se a Coimbra com um exército, e o mesmo faz o seu filho, encontrando-se pela primeira vez, frente-a-frente, ambos os exércitos. Isabel, juntamente com um enteado, o Conde Pedro de Barcelos, tentam convencer pai e filho a desistirem da ideia de se enfrentarem um ao outro, dirigindo-se a cada um dos acampamentos. Tudo o que Isabel e Pedro conseguiram obter foi um armistício, mas não conseguiram evitar um combate sangrento numa ponte sobre o rio Mondego.
Com a paz estabelecida em maio de 1322, a situação pareceu acalmar, mas alguma da aristocracia e maus conselheiros voltam uma vez mais o filho contra o pai, situação que se agravou com o regresso de Afonso Sanches, que durante este conflito se encontrava em Castela. Afonso tenta surpreender o meio-irmão em Lisboa, mas Dinis protege o seu bastardo, proibindo Afonso de avançar sobre a cidade. A desobediência deste levou a que pai e filho se defrontassem uma vez mais, na Batalha de Alvalade, que não teve um pior desfecho porque a rainha Isabel resolveu intervir diretamente na batalha, interpondo-se entre as hostes inimigas já postas em ordem de combate. Dinis e o seu filho acabariam por fazer as pazes definitivas em 1324.

#### Morte e posteridade

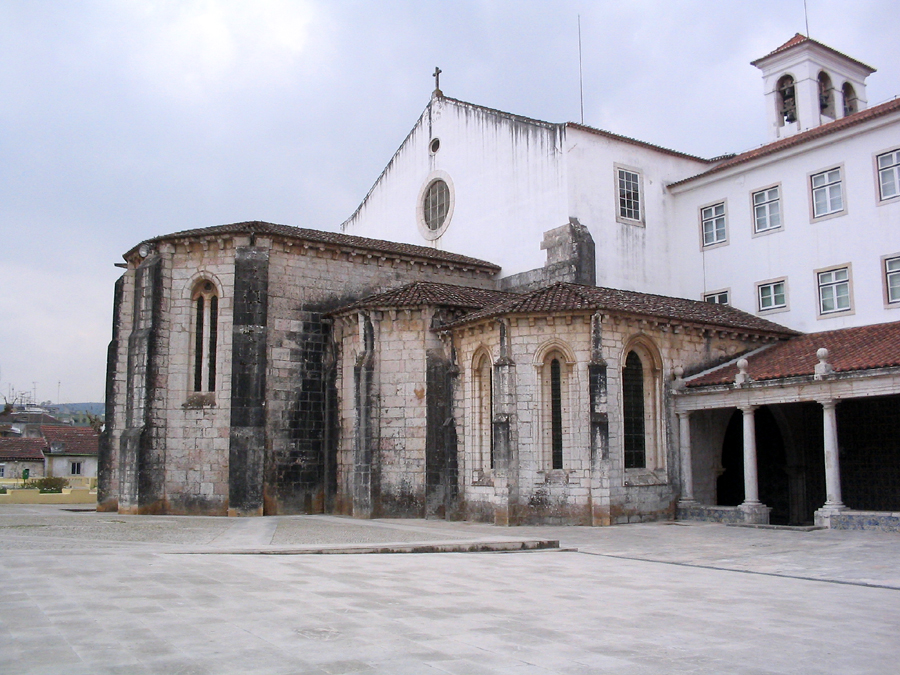
Restos do Mosteiro Medieval de S. Dinis, em Odivelas

Complicações cardíacas seriam a origem dos seus problemas de saúde. Em 1322 teve um pequeno ataque cardíaco ou vascular-cerebral. Ainda viveu mais três anos debilitado, sendo levado "em andas e em colos de homens". Foi a angina de peito ou uma miocardite a causa da sua morte, em 1325. Se o final do seu reinado foi penoso e lhe trouxe grandes amarguras, a sua decisão de transigir com os desejos do filho assegurou-lhe, pelo menos, o derradeiro consolo de morrer em paz e reconciliado com a família mais chegada. D. Dinis morreu em Santarém a 7 de janeiro de 1325. Foi sepultado no Mosteiro de São Dinis, em Odivelas.
Após a sua morte vieram a Portugal algumas embaixadas a apresentar os seus pêsames: desde Castela manifestaram as suas condolências à rainha-mãe e viúva Isabel e ao novo rei, Afonso IV, que foi simultaneamente felicitado pela subida ao trono. O próprio irmão de Isabel, Jaime II de Aragão, apresentou as suas condolências e fez esforços no sentido da reconciliação entre o novo rei e seu irmão, o bastardo Afonso Sanches.
Afonso IV, porém, continuaria a fazer guerra ao meio-irmão exilado, e este também não desistiu de lhe tentar usurpar o trono. Afonso acaba por retirar ao irmão bastardo todas as posses que lhe haviam sido dadas pelo pai, e após várias tentativas falhadas de Afonso Sanches para governar Portugal, os dois irmãos acabam por fazer as pazes, com a intervenção de Isabel de Aragão.

#### Na memória popular
Diz a lenda de uma aldeia do concelho de Seia, Lapa dos Dinheiros, que D. Dinis terá por lá passado e depois de ter jantado e pernoitado no lugar, deu-lhe o seu nome actual.

## Personalidade
Nunca esquecendo o hiato de largos séculos que nos separa de D. Dinis, é possível traçar um esboço de linhas mestras da personalidade deste rei português. Era determinado, ou mesmo obstinado, nos seus intentos, do que são exemplo a "cadência de inquirições verdadeiramente demolidora" e demais políticas de centralização régia que instituiu de forma sistemática.
Revelou-se desde cedo um grande estratega, sendo precursor de uma política governativa e legislativa não apenas reactiva, mas antes de cunho pro-activo. Beneficiando de uma análise a posteriori, percebe-se que as decisões não iam sendo tomadas ao acaso, antes se articulando na senda de um ideal de país e nação que o Rei almejava. À laia de exemplo, indique-se a concomitante criação de concelhos e feiras, as políticas de fortificação das fronteiras ou a crescente dependência das ordens militares do poder régio.
Por tudo isto, D. Dinis foi reconhecido como um homem sagaz e de elevada capacidade governativa, tanto por contemporâneos como por historiadores posteriores.
Não carecia D. Dinis do que hoje apelidamos de habilidade política. Sendo hábil no trato e entendedor dos Homens, D. Dinis soube ir "atacando e apaziguando, alternadamente, os interesses senhoriais laicos e eclesiásticos: desamortizou os bens do clero, mas aceitou a concordata e restringiu os direitos de comedoria nos mosteiros; inquiriu os bens senhoriais, mas as leis de desamortização travam a erosão dos patrimónios senhoriais". A administração das propriedades régias tornou-se mais eficiente e D. Dinis ficou conhecido como um rei rico; disso encontramos eco na Divina Comédia de Dante Alighieri.
Não obstante, D. Dinis é mormente celebrado em todos os registos cronísticos contemporâneos e posteriores como um Rei justo. Sabendo-se que a maior parte do trabalho legislativo do seu reinado se focou em questões de justiça processual, não será de menor relevo o facto de grande parte dessa nova legislação ir no sentido de evitar excessivas delongas e custas judiciais e impedir abusos de advogados e procuradores.
Dele pode-se ainda dizer que a determinação que tantas conquistas políticas lhe granjeou podia, por vezes, degenerar em teimosia e prepotência. Descrito por vezes como cruel, principalmente nas relações familiares: na forma como tratava o filho herdeiro D. Afonso (nunca o seu favorito) e a esposa, D. Isabel, entregando-lhe os frutos dos seus adultérios para que os criasse.
Figura incontornável da Península Ibérica de fim de duzentos e início de trezentos, D. Dinis foi cognominado Pai-da-Pátria por Duarte Nunes de Leão.

## Compleição física

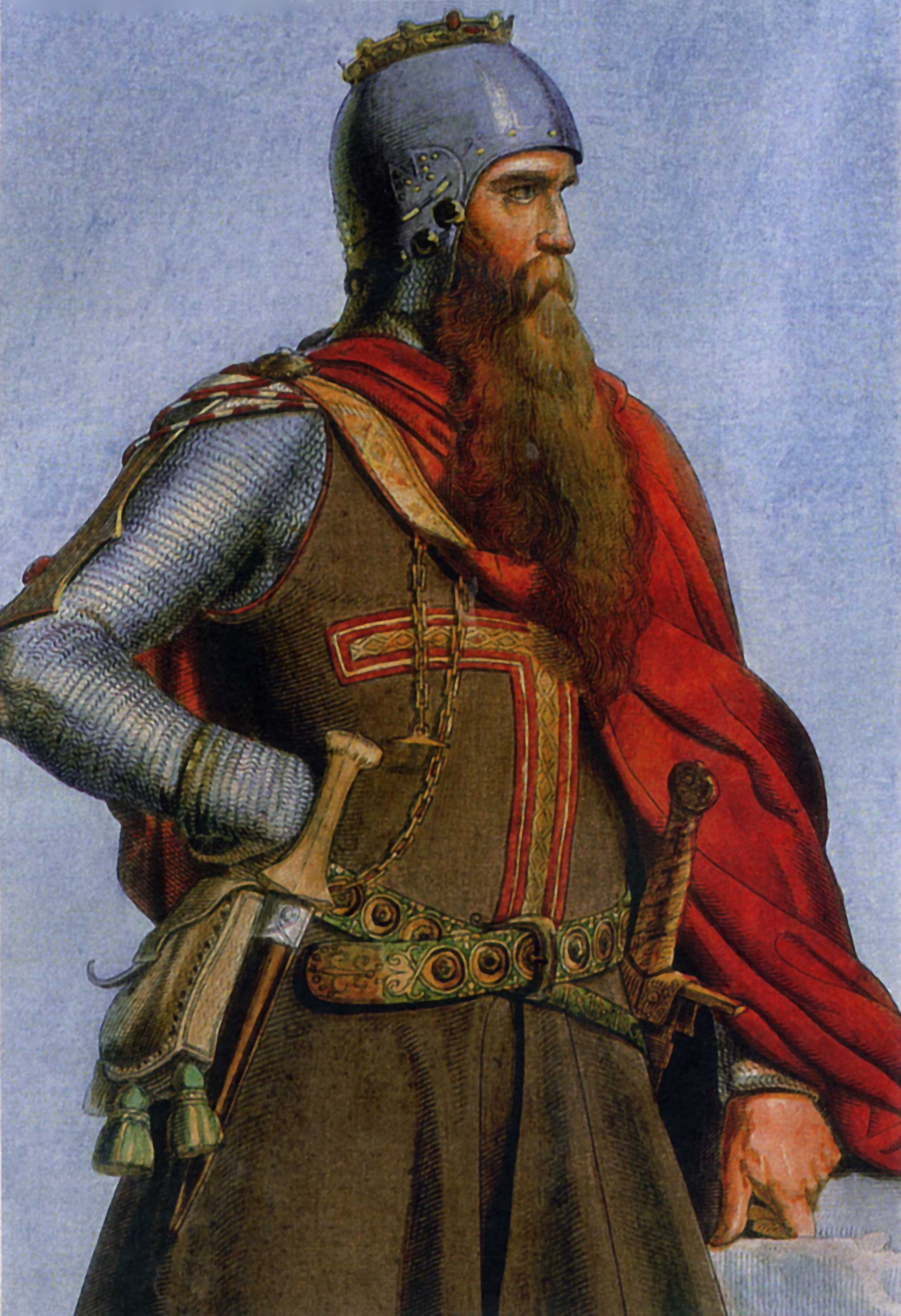
Imperador Frederico, o Barba Ruiva, antepassado de D. Dinis

Pouco ou nada se sabia do físico do Rei D. Dinis. As fontes da época assim como autores posteriores falham em oferecer qualquer tipo de descrição física do monarca. As informações hoje existentes advêm de uma abertura acidental do túmulo de D. Dinis aquando de um processo de restauro em 1938.
Sabe-se que a figura histórica de D. Dinis tinha de altura cerca de 1,65 m. O monarca faleceu com a provecta idade de 63 anos, feito notável para a época. Aparentemente, gozou de excelente saúde durante toda a sua vida: apenas fez o primeiro testamento completo aos 61 anos, sempre viajou, participou em guerras estando já adiantado de idade e aos 60 ainda caçava. Essa suposição é confirmada pela análise dos seus restos mortais que revela que morreu com a dentadura completa.
Um traço distinto da fisionomia de D. Dinis terá sido os seus cabelos e barba ruivos. Facto curioso na família real portuguesa de então, do qual não se conhecem outros exemplos até à época de D. Dinis. Pode-se especular que a origem genética deste traço poderia vir do lado materno, pois seu tio Fernando de Castela era ruivo (recebendo ademais o epiteto de La Cerda). As hipóteses mais plausíveis serão que estes dois príncipes peninsulares tenham herdado o traço de Henrique II de Inglaterra, pai de Leonor Plantageneta, bisavó de Afonso X; ou então da mãe de Afonso X, Beatriz da Suábia, neta do famoso Imperador Frederico, o Barba Ruiva e de ascendência materna grega, sem excluir qualquer linha de origem nativa peninsular.
O projeto de conservação e restauro do seu túmulo foi iniciado em 2016, por iniciativa da entretanto extinta Direção-Geral do Património Cultural (DGPC), em parceria com a Câmara Municipal de Odivelas, dentro do programa evocativo dos 700 anos da sua morte, envolveu arqueólogos, antropólogos, cientistas forenses, entre outros especialistas. O seu túmulo foi aberto entre 2019 e 28 de junho de 2023. De acordo com os testes forenses e genéticos feitos aos seus restos mortais, cujos resultados foram apresentados na abertura do referido programa evocativo a 7 de janeiro de 2025, o rei, para além de ter aproximadamente 1,65 m de altura, era europeu, tinha olhos azuis, uma tez clara e um cabelo igualmente claro.

## Genealogia

### Descendência
- De sua mulher, a infanta Isabel de Aragão (1271-1336):
  - Constança de Portugal (1290-1313), casou com o rei Fernando IV de Castela
  - Afonso IV, Rei de Portugal (1291-1357)

Filhos naturaisː
- Havidos de Grácia Anes Fróis:
  - Pedro Afonso, conde de Barcelos (1287-1354)
- Havidos de Aldonça Rodrigues de Telha:
  - Afonso Sanches (1289-1329), senhor de Albuquerque e rival de seu meio-irmão Afonso IV
- Havidos de Maria Pires:[40]
  - João Afonso, senhor da Lousã (c. 1295-1326)[40]
- Havidos de Marinha Gomes:
  - Maria Afonso (antes de 1301[41] - depois de 1319), senhora de Gibraleón
- De outras relações adulterinas com outras mulheres:
  - Fernão Sanches (c. 1290-1329)
  - Maria Afonso (c. 1300-1320), freira no Mosteiro de São Dinis[42][43]

## Títulos, estilos e honrarias

### Títulos e estilos
- 9 de Outubro 1261 – 16 de Fevereiro de 1279: "o Infante Dinis de Portugal"
- 16 de Fevereiro de 1279 – 7 de Janeiro de 1325: "Sua Mercê, o Rei"

O estilo oficial de D. Dinis enquanto rei era: "Pela Graça de Deus, Dinis I, Rei de Portugal e do Algarve".